# كانفوري سيلا

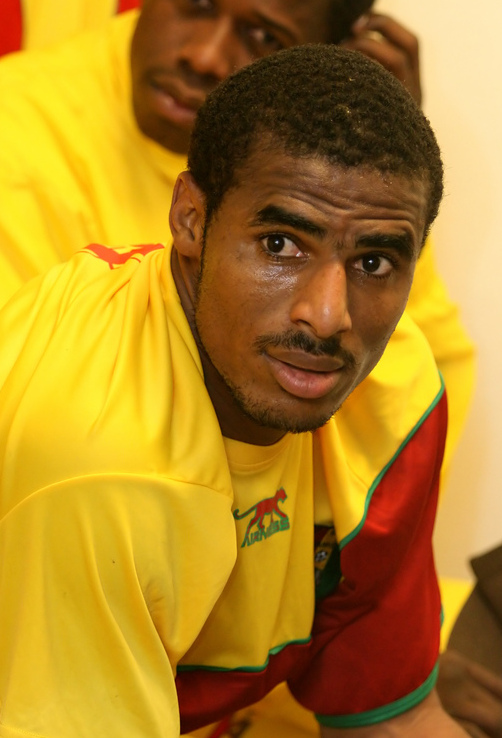

كانفوري سيلا Kanfory Sylla، من مواليد 7 يوليو 1980 في كوناكري في غينيا، لاعب كرة قدم غيني.
بدأ مسيرته الكروية مع نادي النجم الغيني في عام 2001، وفي عام 2001 انتقل إلى نادي تشارلروه البلجيكي، ولعب معهم حتى عام 2004، وشارك معهم في 66 مباراة، وفي عام 2004 انتقل إلى نادي إرغوتليز، ولعب معهم حتى عام 2006، وفي موسم 2006/2007 انتقل إلى نادي كاليثيا، ومنذ عام 2007 وهو يلعب مع نادي سيفاسبور التركي.
و هو يلعب مع منتخب غينيا لكرة القدم منذ عام 2004.

## روابط خارجية
- كانفوري سيلا على موقع الاتحاد الدولي (مؤرشف)  (الإنجليزية)
- كانفوري سيلا على موقع اتحاد تركيا (لاعب) (الإنجليزية)
- كانفوري سيلا على موقع قاعدة بيانات كرة القدم.إي يو (الإنجليزية)
- كانفوري سيلا على موقع بيانات كرة القدم. دي إي (الألمانية)
- كانفوري سيلا على موقع ناشيونال فوتبول تيمز (الإنجليزية)
- كانفوري سيلا على موقع Soccerway.com (الإنجليزية)
- كانفوري سيلا على موقع عالم كرة القدم.نت (الإنجليزية)
- كانفوري سيلا على موقع كووورة
- كانفوري سيلا على موقع AS.com (الإسبانية)